# Жоб (автор коміксів)
Жоб (фр. Job; 25 жовтня 1927 — 8 жовтня 2024) — творець швейцарських франкомовних коміксів. Найбільш відомий своєю серією дитячих коміксів «Якарі», сюжет якої він писав із 1973 до 2016 року.

## Біографія
Андре Жобен народився в Делемоні, Швейцарія. Він став журналістом і в 1964 році заснував дитячий журнал «Le Crapaud à Lunettes».
У 1967 році він познайомився з художником Дерібом (справжнє ім'я Клод де Рібоп'єр) та запропонував йому співпрацю. В 1967 вони разом опублікували «Пригоди сови Піфагора».
1969 року він створив серію «Якарі», намальовану Дерібом. В 1991 за свою кар'єру Жоб був нагороджений орденом «Майстра честі» на фестивалі коміксів у Сьєррі.
У 2016 році він написав свою останню розповідь про Якарі. Але серія на цьому не завершилася, роботу з Дерібом продовжив Жорис Шамблен.
За мотивами «Якарі» вийшло два мультсеріали — у 1983 та 2005 роках, а у 2020 році вийшла повнометражна версія «Літл Гром».